# マクジャク
マクジャク（真孔雀、学名：Pavo muticus）は、キジ目キジ科クジャク属に分類される鳥類。

## 分布
- P. m. imperator　インドシナマクジャク

カンボジア、タイ、ベトナム、ミャンマー東部、ラオス
- P. m. muticus　ジャワマクジャク

インドネシア（ジャワ島）、マレーシア（マレー半島）、中国一部
- P. m. spicifer　ビルママクジャク

インド北東部、ミャンマー西部

## 形態
最大全長300cmとクジャク属のみならずキジ科、キジ目最大種。メスは全長86-110cm。翼長オス46-50cm、メス42-45cm。体重オス3.8-5kg、メス1.1-1.2kg。頭頂には羽毛が伸長する（冠羽）。頭部は青色、腹部は黒色の羽毛で被われる。頸部や背、胸部は青く外側へ向うにつれ緑や緑褐色が入り、羽毛の外縁（羽縁）が黒い羽毛で被われる。初列風切羽の色彩は赤褐色。
虹彩は褐色。嘴の色彩は灰色で、先端は黄色みを帯びる。後肢の色彩は淡褐色みを帯びた灰色。
長径7.3cm、短径5.4cmで、卵を覆う殻は淡黄色。
オスの成鳥は尾羽基部の上面を被う羽毛（上尾筒）が発達する。翼は青緑色の光沢がある黒。メスの成鳥は腰を被う羽毛や翼は黒と褐色。

## 分類
- Pavo muticus imperator　　インドシナマクジャク
- Pavo muticus muticus　(Linnaeus, 1766)　ジャバマクジャク
- Pavo muticus spicifer　　ビルママクジャク

## 生態
標高1,500m以下にある森林（水辺の森林を好む）などに生息する。
食性は雑食で、昆虫、植物の葉、種子などを食べる。
繁殖形態は卵生。繁殖期になるとオスは単独で生活し、大声で鳴きメスに求愛する。茂みの中に窪みを掘った巣に、インドでは1-4月に1回に3-6個の卵を産む。抱卵期間は28日。メスのみが育雛を行う。

## 人間との関係
開発による生息地の破壊、ペット用の乱獲などにより生息数は減少している。

## 画像

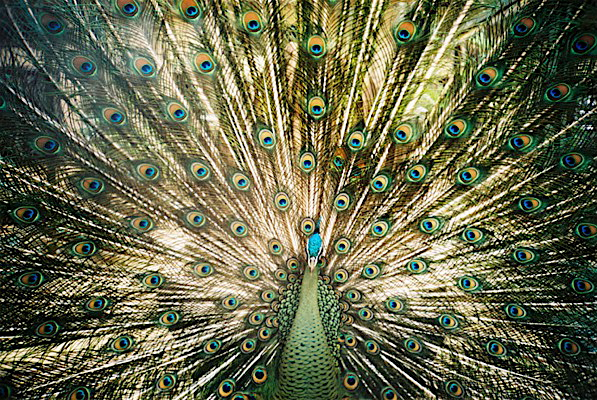
羽を開いたオス
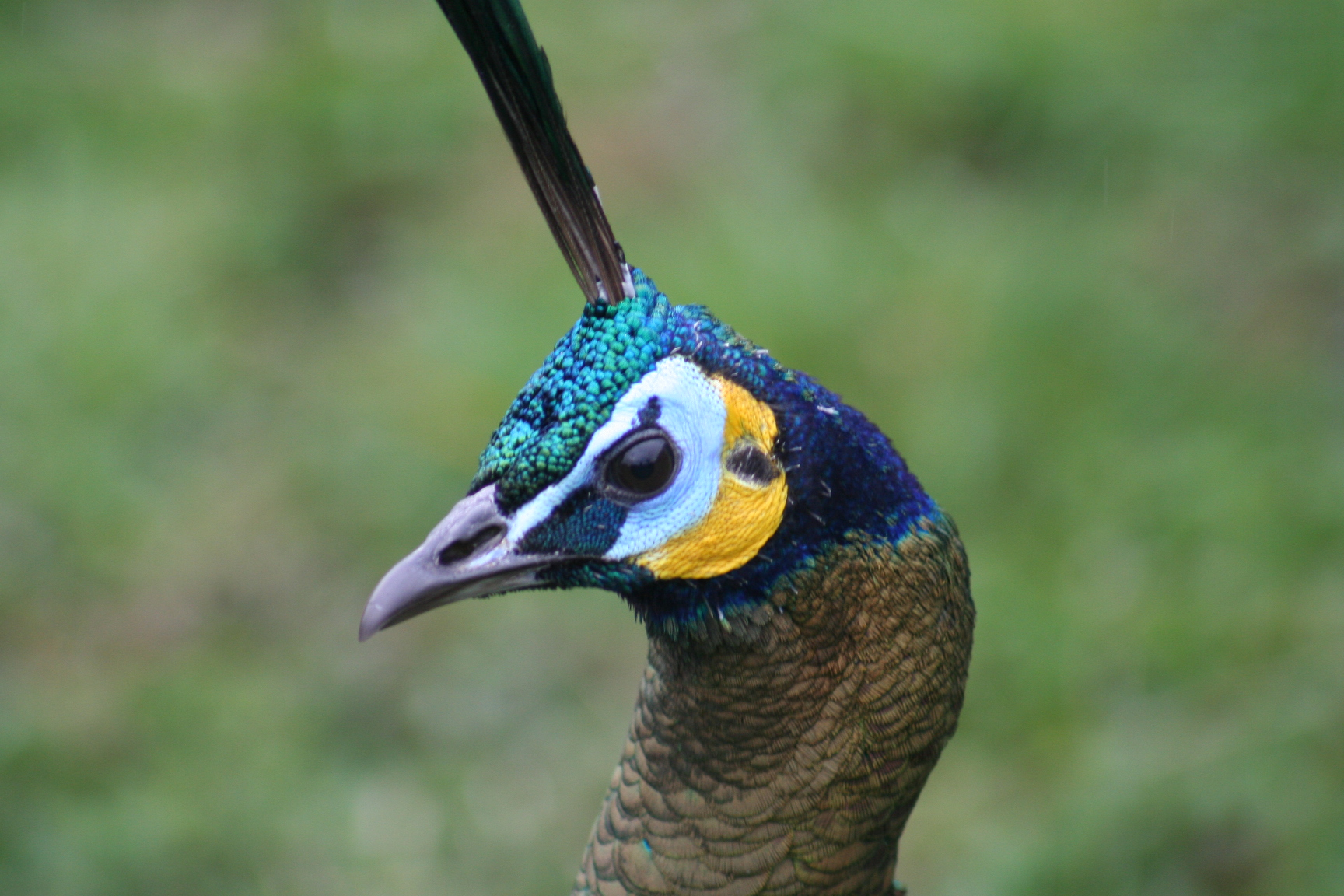
オスの頭部
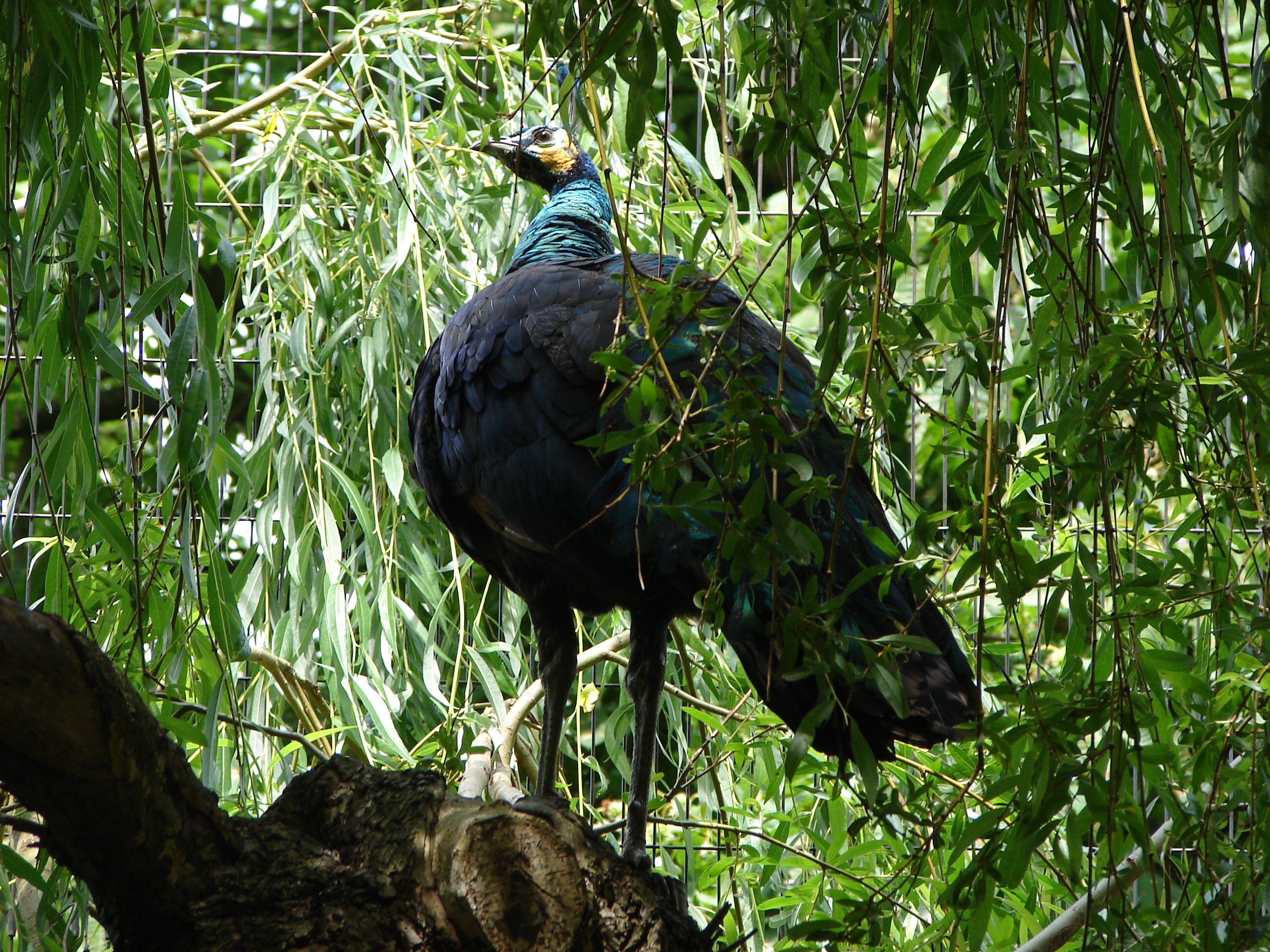
メス
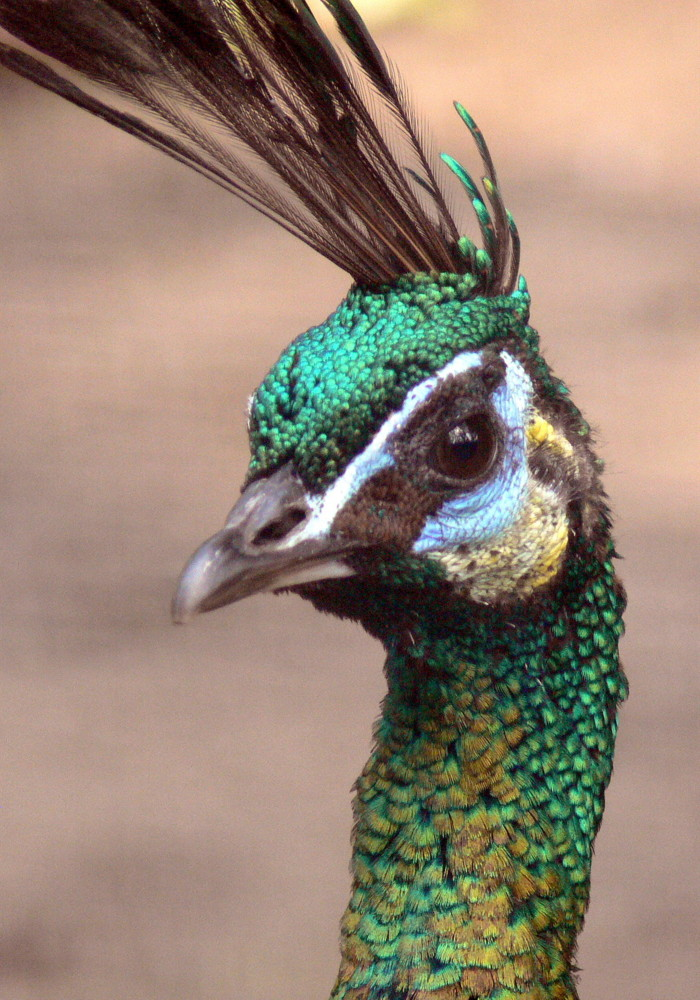
メスの頭部
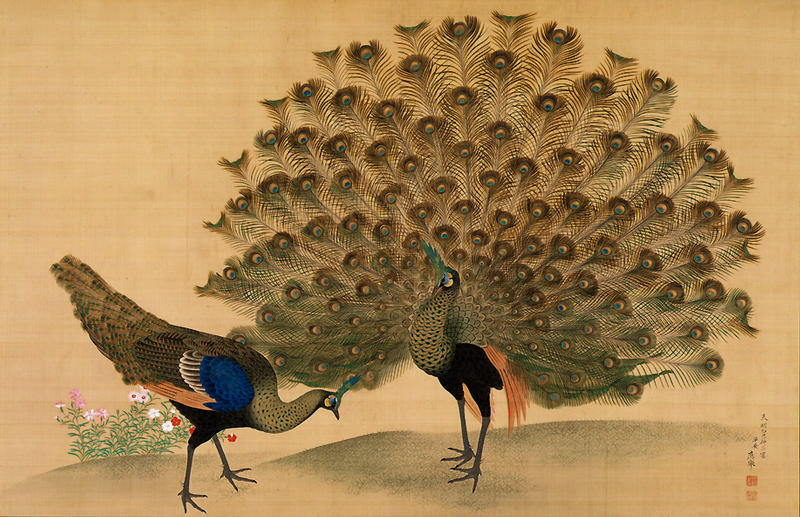
孔雀図（円山応挙・画、江戸時代後期、MIHO　MUSEUM所蔵）